# Championnat du Paraguay de football 1923
Navigation
Édition précédente Édition suivante
La 16e édition du championnat du Paraguay de football est remportée par le Club Guaraní. C’est le quatrième titre de champion du club et le deuxième consécutif. Guaraní l’emporte avec 3 points d’avance sur Club Olimpia. Club Libertad complète le podium. 
Le championnat 1922 n’a pas eu lieu à cause de la guerre civile qui a ravagé le pays cette année-là. 
Comme souvent pour les saisons du championnat amateur, les résultats complets ne sont pas connus. 
La deuxième division est remportée par l’équipe de Deportivo Meilicke qui accède ainsi pour la première fois à la première division. Peu avant le commencement de la saison 1924, le club prend le nom de General Caballero.

## Les clubs de l'édition 1923
| \| Asuncion: · Olimpia · Nacional · Sol de América · Guaraní · Cerro Porteño · River Plate · Atlántida · Sastre Sport Asuncion Club Presidente Hayes \| Localisation des clubs engagés dans le championnat. |
| Asuncion: · Olimpia · Nacional · Sol de América · Guaraní · Cerro Porteño · River Plate · Atlántida · Sastre Sport Asuncion Club Presidente Hayes                                                           |

| Club                  | Stade | Capacité | Ville            |
| --------------------- | ----- | -------- | ---------------- |
| Atlántida Sport Club  | -     | -        | Asuncion         |
| Club Cerro Porteño    | -     | -        | Asuncion         |
| Club Guaraní          | -     | -        | Asuncion         |
| Club Libertad         | -     | -        | Asuncion         |
| Club Nacional         | -     | -        | Asuncion         |
| Club Olimpia          | -     | -        | Asuncion         |
| Club Presidente Hayes | -     | -        | Presidente Hayes |
| Club River Plate      | -     | -        | Asuncion         |
| Sastre Sport          | -     | -        | Asuncion         |
| Club Sol de América   | -     | -        | Asuncion         |

## Compétition

### Classement
| Rang | Équipe                | Pts | J  | G | N | P | Bp | Bc | Diff |
| ---- | --------------------- | --- | -- | - | - | - | -- | -- | ---- |
| 1    | Club Guaraní          | 29  | 18 | . | . | . | .  | .  | 0    |
| 2    | Club Olimpia          | 26  | 18 | . | . | . | .  | .  | 0    |
| 3    | Club Libertad         | 23  | 18 | . | . | . | .  | .  | 0    |
| 4    | Club Nacional         | 20  | 18 | . | . | . | .  | .  | 0    |
| 5    | Atlántida Sport Club  | 17  | 18 | . | . | . | .  | .  | 0    |
| 6    | Club Cerro Porteño    | 14  | 18 | . | . | . | .  | .  | 0    |
| 7    | Club River Plate      | 14  | 18 | . | . | . | .  | .  | 0    |
| 8    | Club Sol de América   | 13  | 18 | . | . | . | .  | .  | 0    |
| 9    | Club Presidente Hayes | 13  | 18 | . | . | . | .  | .  | 0    |
| 10   | Sastre Sport          | 8   | 18 | . | . | . | .  | .  | 0    |

| Légende : Qualifications et relégations | Légende : Qualifications et relégations |
| --------------------------------------- | --------------------------------------- |
|                                         | Champion du Paraguay                    |
|                                         | Relégation en deuxième division         |
|                                         | (T) : Tenant du titre (P) : Promus      |

## Bilan de la saison
| Championnat du Paraguay de football 1923                             |                         |
| Champion                                                             | Club Guaraní (3e titre) |
| Promotions et relégations                                            |                         |
| Promus en Primera División                                           | General Caballero       |
| Relégués en Championnat du Paraguay de football de deuxième division | Aucun                   |